# Banjo-Kazooie: Grunty's Revenge
Banjo-Kazooie: Grunty's Revenge er et platformcomputerspil fra 2003 udviklet af Rare og udgivet af THQ til Game Boy Advance. Computerspillet er et spin-off af Banjo-Kazooie, der finder sted to måneder efter begivenhederne i det Nintendo 64 spil.
Banjo-Kazooie: Grunty's Revenge blev det første Rare-computerspil, der blev udgivet efter virksomhedet blev købt af Microsoft, og det første Banjo-Kazooie-computerspil til Game Boy Advance.